# Richard J. Harrison (arqueólogo)
Richard John Harrison (nacido en agosto de 1949) es un arqueólogo británico y catedrático en la Universidad de Bristol, Inglaterra. Realizó estudios universitarios en el Selwyn College de la Universidad de Cambridge, donde fue licenciado en arqueología y antropología en 1970. Realizó estudios de posgrado en antroplogía en la Universidad de Harvard en Estados Unidos, donde fue doctorizado en 1975. Su primer empleo fue en la sección de antigüedades prehistóricas y romano-británicas del Museo Británico. Empezó a enseñar en la Universidad de Bristol en 1976. Fue elegido fellow de la Sociedad de Anticuarios de Londres en 1977 y miembro del Instituto Arqueológico Alemán en 2003.
Richard J. Harrison está conocido por sus estudios en la Edad del Cobre y la Edad del Bronce en Europa, sobre todo en España y Portugal. Al principio le interesba sobre todo lo desconocido de la cultura del vaso campaniforme. Más tarde empezó a interesarse más en los cambios necesarios en varias culturas prehistóricas y cuyas razones. Ha llevado a cabo excavaciones en los restos de cuatro aldeas de la Edad del Bronce (de entre 2600 y 1000 a. C.) en Aragón y ha escrito sobre sus investigaciones. (Véase "Lista de obras importantes" abajo.) Durante varios años, Harrison recibió apoyo financiero para sus excavaciones del instituto Earthwatch.
Harrison ha participado en un estudio de cementerios de la cultura del vaso campaniforme en Baviera cuyo motivo es encontrar ADN conservado en los esqueletos antiguos para aprender sobre migración y las relaciones familiares entre los individuos enterrados allí.

## Lista de obras importantes
- 1977 -- The Bell Beaker Cultures of Spain and Portugal. American School of Prehistoric Research, Bulletin No. 35, Peabody Museum, Harvard University (Cambridge, Mass.). ISBN 0-87365-535-4
- 1980 -- The Beaker Folk:  Copper Age Archaeology in Western Europe Thames and Hudson Ltd, Londres.
- 1988 -- Spain at the Dawn of History:  Iberians, Phoenicians and Greeks Thames and Hudson Ltd., Londres.
- 1996 --  Moncín;Un Poblado de la Edad del Bronce (Borja, Zaragoza). Zaragoza; Ministerio de Cultura.  ISBN 84-7753-468-3 (con G. Moreno López y Anthony Legge)
- 1998 -- Un Poblado de la Edad del Bronce en El Castillo (Frías de Albarracín, Teruel). ISBN 0-86054-889-9 (con  M. T. Andrés Rupérez y G. Moreno López)
- 2004 -- Symbols and Warriors: Images of the European Bronze Age.ISBN 09535418-7-8
- 2007 — The Transformation of Europe in the 3rd Millennium BC Prähistorische Zeitschrift (Berlin) 82/2, pp. 129–214. (con V. Heyd)
- 2007— Majaladares (Spain). A Bronze Age Village of Farmers, Hunters and Herders. ISBN 978-3-89646-379-1